# Leszek Ciećwierz
Leszek Ciećwierz (ur. 6 marca 1966 roku w Jaworze) – polski menedżer, inżynier i urzędnik państwowy, w latach 2002–2005 podsekretarz stanu w Ministerstwie Spraw Wewnętrznych i Administracji. 

## Życiorys
Absolwent studiów o specjalności inżynieria biomedyczna na Wydziale Podstawowych Problemów Techniki Politechniki Wrocławskiej, odbył także studia typu MBA. W 1989 roku pracował na PWr w zespole badawczym Cyfrowe Przetwarzanie Sygnałów Biologicznych. W latach 1991–1995 zatrudniony w JTT Computer jako kierownik serwisu, marketingowiec i menedżer. W 1997 przeszedł do Samsung Electronics Polska, gdzie był menedżerem i od 1999 szefem działu sprzedaży produktów informatycznych, a od 2000 piastował stanowisko dyrektora sprzedaży produktów informatycznych i telekomunikacyjnych.
22 października 2002 powołany na stanowisko podsekretarza stanu w Ministerstwie Spraw Wewnętrznych i Administracji, odpowiedzialnego za informatyzację, w tym m.in. projekt CEPiK. Odwołany 2 listopada 2005. W 2006 został tymczasowo aresztowany w związku z podejrzeniami o korupcję przy przetargu na komputeryzację Centrum Personalizacji Dokumentów, podlegające MSWiA.